# Frédéric Dick
Frédéric Dick (Torino, ... – ...; fl. XIX-XX secolo) è stato un calciatore svizzero.
Figlio dell'imprenditore Alfred Dick, nel 1905 Frédéric fece parte della squadra di calciatori della Juventus che si aggiudicò la Seconda Categoria, a cui partecipavano sia squadre riserve sia le prime squadre di club non iscritte alla Prima Categoria. I giornali dell'epoca pubblicarono la seguente formazione: Francesco Longo, Giuseppe Servetto, Lorenzo Barberis, Fernando Nizza, Ettore Corbelli, Alessandro Ajmone Marsan, Ugo Merio, Frédéric Dick, Giuseppe Hess, Marcello Bertinetti e Riccardo Ajmone Marsan. Nella partitella di famiglia di fine stagione, la Juventus II si impose sulla prima squadra per 2-1.